# Sophronica apicemarmorata
Sophronica apicemarmorata là một loài bọ cánh cứng trong họ Cerambycidae.